# Viehmarktsbank der Unterweserstädte

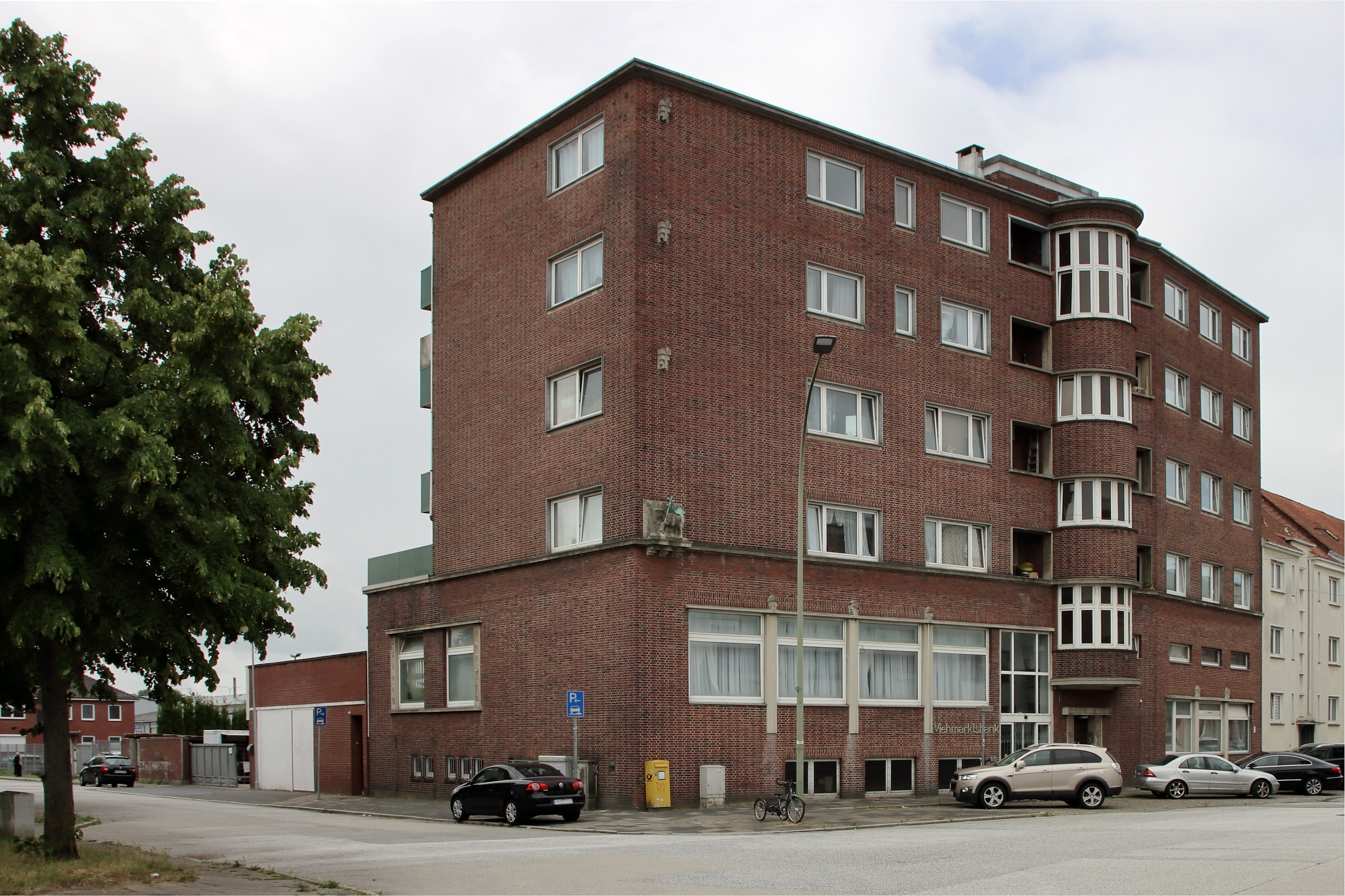
Ehemalige Viehmarktsbank in der Schlachthofstraße 14

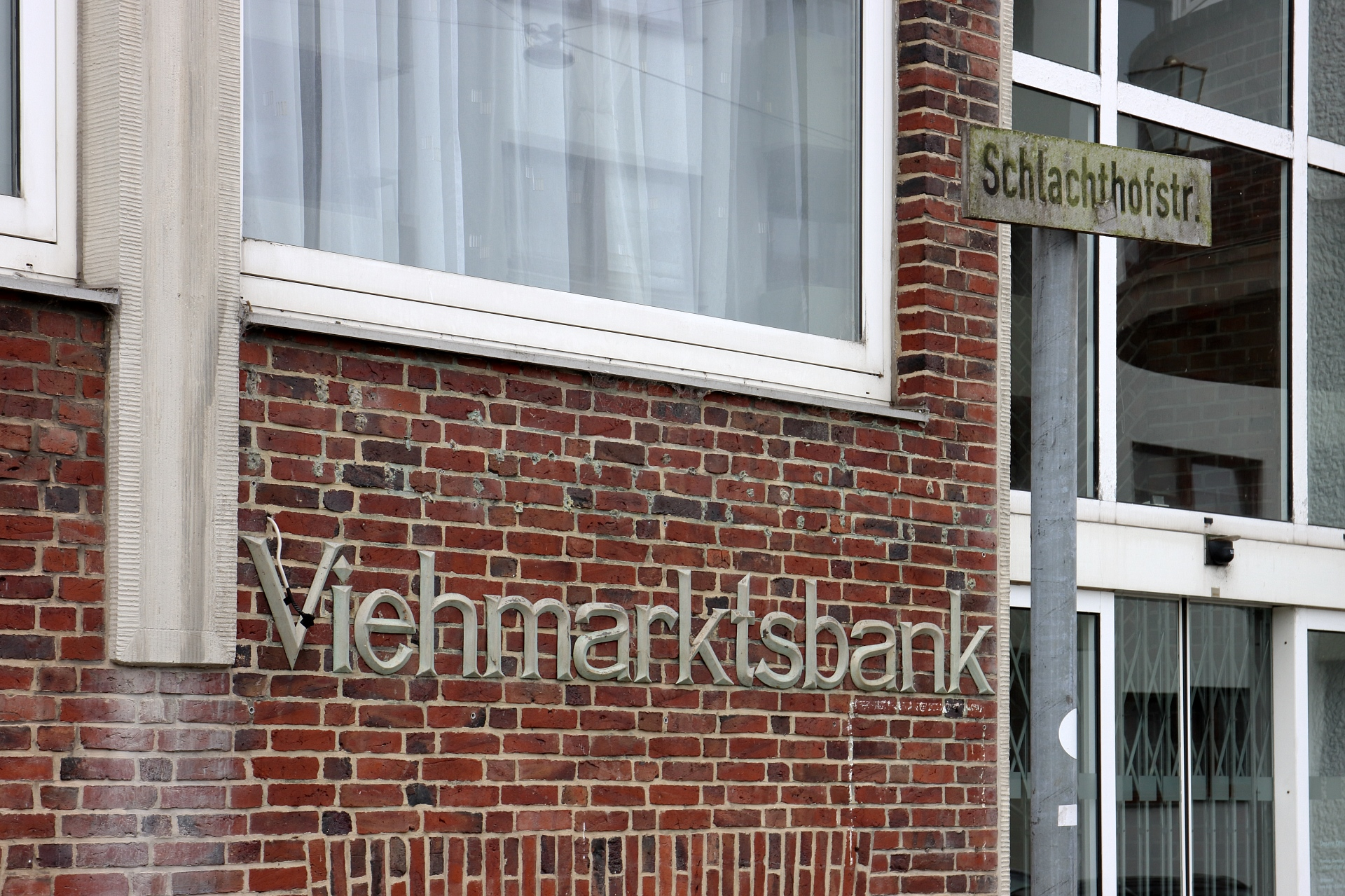
Schriftzug an der ehemaligen Viehmarktsbank

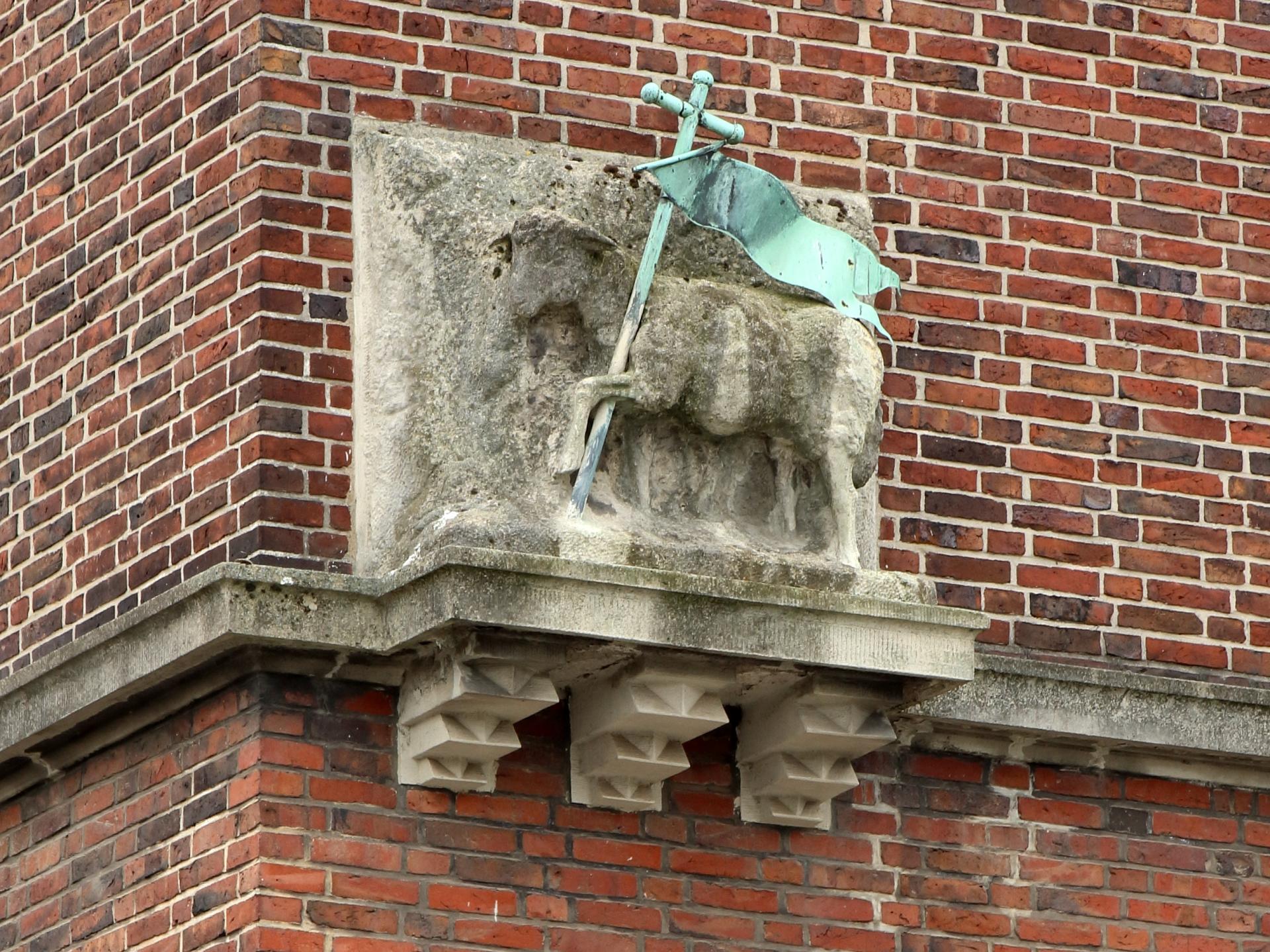
Zunftzeichen an der Viehmarktsbank

Die Viehmarktsbank der Unterweserstädte in Lehe (Bremerhaven), Ortsteil Klushof, Schlachthofstraße 14, entstand 1929 nach Plänen von Heinz Ulrich. 
Das Gebäude steht seit 1999 unter Bremer Denkmalschutz.

## Geschichte
1912 nahm der Schlacht- und Viehhof für Lehe und Alt-Bremerhaven in der Schlachthofstraße seinen Betrieb auf, nachdem seit 1910 bereits in Geestemünde ein Schlachthof bestand. Daraus wurde nach 1924 die Städtische Schlacht- und Viehhof der Unterweserstädte Bremerhaven und Wesermünde GmbH in Lehe. 1912 wurde als genossenschaftlichen Kooperation von Heinrich Kuhlmann und anderen Fleischern und Viehhändlern auch die Viehmarktsbank der Unterweserstädte GmbH gegründet. Die Bank erweiterte sich um den Betrieb der Häuteverwertungs-Gesellschaft.
Das sechsgeschossige, verklinkerte Wohn- und Geschäftshaus der Viehmarktsbank  entstand im Stil der Moderne der 1920er Jahre (auch Bauhausstil). Zudem war hier die Fleischeinkauf GmbH untergebracht.
Oberhalb der Schalterhalle der Bank befindet sich an der Ecke zur Straße Auf dem Reuterhamm ein Zunftzeichen bzw. -wappen der Fleischer/Metzger/Schlachter. Das Lamm Gottes wurde aus Stein gehauen, die Siegesfahne ist offensichtlich aus Kupfer gefertigt.
1951 war die Viehmarktsbank eines der Gründungsmitglieder im neu gegründeten Bundesverband deutscher Banken. 2001 wurde das Viehmarktgeschäft abgeschafft. Als Weserbank entstand eine reine Privatbank; 2005 als Aktiengesellschaft. 2008 wurde die insolvente Bank geschlossen. Die Leuchtreklame der Weserbank ist inzwischen (2025) wieder entfernt worden. Der alte Schriftzug der Viehmarktsbank ist wieder sichtbar.
Das Gebäude wird zurzeit (2018) als  Wohn- und Geschäftshaus genutzt.